# TEMPiS
TEMPiS (für Telemedizinisches Projekt zur integrierten Schlaganfallversorgung) ist eines der größten telemedizinischen Schlaganfallnetzwerke in Europa. Das im Jahr 2003 gegründete Netzwerk verbindet 24 regionale Kliniken in Südostbayern mit zwei Schlaganfallzentren in München und Regensburg. Ziel ist die flächendeckende Integration aller evidenzbasierten Schlaganfalltherapien im ländlichen Raum. Projektträger ist die München Klinik. Netzwerkkoordinator ist der Neurologe Dr. med. Gordian Hubert.

## Überblick
Patienten mit Verdacht auf Schlaganfall werden nach Aufnahme in einer TEMPiS-Klinik per Videokonferenz mit einem spezialisierten Neurologen in einem der beiden Zentren verbunden. Die CT- oder MRT-Bilder werden zeitgleich über eine verschlüsselte Breitbandverbindung übertragen. Der Neurologe im Zentrum kann so innerhalb weniger Minuten entscheiden, ob eine rekanalisierende Therapie wie die Thrombolyse oder die Thrombektomie indiziert ist. Während die intravenöse Thrombolyse umgehend in der regionale Klinik begonnen werden kann, ist für die Thrombektomie in der Regel eine sekundäre Verlegung in ein neuroradiologisches Interventionszentrum nötig. Im Rahmen des Pilotprojekts „Flying Intervention Team“ kann die Thrombektomie seit 2018 in einigen TEMPiS-Kliniken auch vor Ort durchgeführt werden. Ein spezialisiertes Interventionsteam wird dafür im Bedarfsfall per Helikopter aus München eingeflogen. Mit dem Eingriff kann so etwa 90 Minuten früher begonnen werden als bisher.
Im Jahr 2021 wurden mehr als 10.000 Schlaganfallpatienten im TEMPiS-Netzwerk behandelt.